# Bismutvanadat
Bismutvanadat, seltener Bismutvanadiumoxid, Bismutgelb oder Vanadiumgelb, ist ein anorganisches, sehr grünstichiges Gelbpigment aus der Stoffgruppe der Vanadate. Die chemische Formel lautet BiVO4. Die im Colour Index unter C.I. Pigment Yellow 184 gelistete Verbindung ist einer der wichtigsten Ersatzstoffe für die früher üblichen, heute als toxisch eingestuften, anorganischen Gelbpigmente Bleichromat PbCrO4 und Cadmiumsulfid CdS. Kommerzielle Produkte enthalten häufig auch Molybdän oder Wolfram an der Stelle des Vanadiums im Kristallgitter. Neben der klassischen grünstichigen Variante werden inzwischen auch rotstichige Varianten angeboten.

## Geschichte
Im Gegensatz zur Mehrzahl der anorganischen Pigmente hat Bismutvanadat nur eine vergleichsweise kurze Historie aufzuweisen. Die Pigmentgruppe wurde erst 1985 kommerziell angeboten. Obwohl die Synthese 1924 erstmals dokumentiert wurde, begannen ernsthafte Versuche der Nutzung als Pigment erst in den 1970er-Jahren. Inzwischen beträgt der weltweite Jahresbedarf 1200 Tonnen.

## Vorkommen
Bismutvanadat kommt natürlich in den Mineralien Pucherit, Klinobisvanit und Dreyerit vor. Diese sind jedoch für die industrielle Herstellung des Pigments nicht von Bedeutung.

## Gewinnung und Darstellung

### Herstellung als Festkörperreaktion
Bismut(III)-oxid und Vanadiumoxid reagieren in einer Festkörperreaktion zu Bismutvanadat.
{\displaystyle \mathrm {Bi_{2}O_{3}+V_{2}O_{5}\longrightarrow 2\ BiVO_{4}} }

### Herstellung aus Fällungsprozess
Bismutvanadat kann ebenfalls durch Fällung aus einer Lösung Bismut(III)-nitrat und Natriummetavanadat synthetisiert werden.
{\displaystyle \mathrm {Bi(NO_{3})_{3}+NaVO_{3}+2\ NaOH\longrightarrow BiVO_{4}+3\ NaNO_{3}+H_{2}O} }
Der Farbton des Produkts hängt dabei stark von Temperatur, pH-Wert und Konzentration bei der Fällung ab. Bei industriell hergestellten Produkten wird häufig eine Nachbehandlung aufgebracht, die Alkali- oder Wetterbeständigkeit weiter erhöhen sollen.

## Eigenschaften

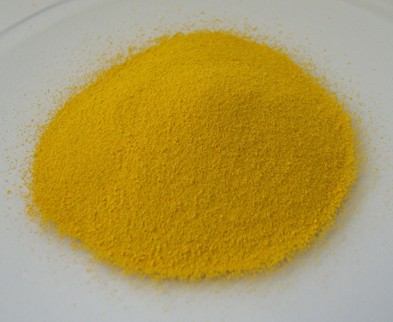
Bismutvanadat (typische Lieferform)

Kommerzielle Bismutvanadat-Typen haben eine Dichte von ca. 6,5 g/cm3.
Die Eignung als Pigment leitet sich vom hervorragenden Deckvermögen, dem für anorganische Pigmente ungewöhnlich reinen und hellen Farbton, der hohen Farbstärke und der ausgezeichneten Wetterechtheit ab. Bei pH-Werten von über 12 ist das Pigment jedoch nicht alkalistabil. Nur zwei der vier möglichen Kristallmodifikationen zeigen den brillanten Gelbton. Diese vier Hauptmodifikationen unterscheiden sich ebenfalls in ihrer Kristallstruktur. Das in der Natur als Mineral Pucherit vorkommende Bismutvanadat besitzt eine orthorhombische Struktur mit der Raumgruppe Pnca (Raumgruppen-Nr. 60, Stellung 3) und a0 = 5,33 Å, b0 = 5,05 Å und c0 = 12,00 Å und unterscheidet sich damit wesentlich vom synthetischen Grundtyp, der in einer monoklin verzerrten Abart des Calciumwolframat-Gitters (Scheelit-Typ) mit der Raumgruppe I2/a (Nr. 15, Stellung 7) kristallisiert. Zur Erhöhung der Stabilität des synthetischen Bismutvanadatgitters wird aber die reine tetragonale Modifikation der Raumgruppe I41/a (Nr. 88) angestrebt. Dieses tetragonale Bismutvanadat mit Scheelit-Struktur erhält man in Gegenwart der obengenannten Fremdionen, wie Molybdän und Wolfram, allein oder in Kombination mit Erdalkaliionen. Nach Henning Wienand und Werner Ostertag besitzt das in Gegenwart von Natriummolybdat hergestellte Bismutvanadat tetragonale Struktur mit den Gitterkonstanten a0 = 5,147 Å und c0 = 11,722 Å. Daneben existiert eine weitere, vom Scheelit-Typ zu unterscheidende tetragonale Bismutvanadat-Modifikation, die eine dem Zirkon entsprechende Kristallstruktur mit der Raumgruppe I41/amd (Nr. 141) besitzt, die aber wegen ihres deutlich blasseren Gelbs nicht als Pigment geeignet ist.
Da Bismutvanadat nicht toxisch ist, wurde es als Ersatz für die toxischen und in der (europäischen) Lackindustrie geächteten Gelbpigmente Bleichromat und Cadmiumsulfid eingeführt.

## Verwendung
Insbesondere der Farbton, der dem von Bleichromat und Cadmiumsulfid sehr ähnlich ist und gleichzeitig deutlich reiner als der von Nickelantimontitanat (C.I. Pigment Yellow 53) ist, macht das Pigment zu einer häufig bevorzugten Wahl für alle Arten von Lackanwendungen.
Bei der Anwendung in Automobillacken, Industrielacken, Pulverlacken und Dispersionsfarben gehört Bismutvanadat zur Standardauswahl bei Pigmenten. Aufgrund der hohen Wetterechtheit ist das Pigment auch für den Außeneinsatz geeignet. Die einzige Ausnahme stellen dabei Dispersionsfarben für den Einsatz an der Fassade dar, da bei mangelhafter Vorbehandlung des Untergrundes (beispielsweise Abdeckung durch eine Grundierung) Schäden durch Alkalien, die etwa aus nicht vollständig ausgehärtetem Beton austreten, entstehen können.